# Леслі Гровз
Леслі Річард Ґровз (Leslie Richard Groves, нар.17 серпня 1896 — пом.13 липня 1970) — генерал-лейтенант армії США, в 1942—1947 — військовий керівник програми зі створення ядерної зброї (Мангеттенський проєкт).

## Біографія
Леслі Ґровз — син армійського капелана, нащадок французьких гугенотів, що висадилися в Америці в XVII столітті. Навчався в Університеті штату Вашингтон і Массачусетському технологічному інституті, потім поступив у військову академію в Вест-Пойнті. Після закінчення академії в 1918 служив в Інженерному Корпусі армії США. Одружився в 1922.
З 1934 — капітан, в 1936—1940 слухач академій Генерального штабу, з 1940 — майор генерального штабу . У тому ж році, в зв'язку з передвоєнним збільшенням армії, проведений в полковники. Служив на різних військово-будівельних проєктах, в тому числі на спорудженні будівлі Пентагону, придбав репутацію жорсткого, успішного, впевненого в собі керівника.
У вересні 1942 тимчасово підвищений у званні до бригадного генерала воєнного часу і призначений військовим керівником атомного проєкту, змінивши полковника Джеймса Маршалла. Саме Ґровз дав проєкту кодове ім'я Мангеттенський. Ґровз, як керівник проєкту, особисто вибрав і затвердив місця будівництва атомних об'єктів в Ок-Риджі, Ханфорді, Лос-Аламосі та інші, організував будівництво та постачання цих підприємств. Йому також приписується заслуга в розстановці пріоритетів при виборі альтернативних інженерних рішень (у тому числі методик поділу ізотопів). Попри те, що Ґровз своїми армійськими методами дратував багатьох вчених, саме він наполіг на призначенні Роберта Оппенгеймера науковим керівником проєкту.

Атомні об'єкти, побудовані при Ґровзі

При виборі цілей для першого атомного бомбардування Японії Ґровз виступав за знищення Кіото.
Повоєнні реформи привели до влади супротивників Ґровза, і в січні 1947 Мангеттенський проєкт був виведений зі сфери відповідальності армії — під цивільну юрисдикцію. Фактично відсторонений від проєкту, після нетривалої служби в Лос-Аламосі, Ґровз вийшов у відставку в 1948, поступаючись місцем в строю генералам-фронтовикам. До 1961 Ґровз працював віце-президентом військово-промислової корпорації Sperry Rand; в 1962 випустив книгу спогадів «Тепер про це можна розповісти» (видана в СРСР в 1964).